# Eolsgatan
Eolsgatan är en kort återvändsgata på Södermalm i Stockholms innerstad. Gatan gick ursprungligen i en brant backe i nord–sydlig riktning mellan Söder Mälarstrand och korsningen Heleneborgsgatan/Högalidsgatan, men saknar nu anslutning till Söder Mälarstrand.
Gatan namngavs år 1885. Enligt de första planerna skulle den heta Utblicksgatan eller Utsiktsgatan, men de namnen godkändes inte av stadsfullmäktige. Istället gavs den namnet Eolsgatan efter vindarnas gud i grekisk mytologi, Aiolos, som på svenska ibland benämns Eol.
Eolsgatan har bara två adresser, 2A och 2B, i ett hus som byggdes år 1912–1913 efter ritningar av arkitekterna Gustav Lindén och Osvald Almqvist. Tidigare dominerades området på östra sidan av Eolsgatan av Münchenbryggeriets stallbyggnad. Den byggnaden revs år 1979 och ersattes av ett äldreboende.